# Flaw
Flaw (рус. Изъян) — американская рок-группа. Группа была сформирована в 1995-м году в Луисвилле, Кентукки, гитаристом Джейсоном Даунтом.

## История
Группа Flaw была создана в Луисвилле (штат Кентукки) в 1995 году, когда вокалист Крис Волз откликнулся на объявление в местной газете, поданное гитаристом Джейсоном Даунтом. После недолгих репетиций, ребята решили определиться со стилем, в котором они собираются играть. Стоял выбор между альтернативой и индастриалом, но в итоге парни решили играть ню-метал. В 1997-м состав группы увеличился до трёх человек — в группу вступил басист Райан Джерс.
Спустя пару недель вышел первый альбом группы, названный American Arrogance, несколько композиций из которого согласилась «крутить» местная радостанция. В том же 1997-м Flaw выступили вместе с Fear Factory и Econoline Crush, что принесло им еще большую известность.
В 1998 году вышел одноимённый альбом (Flaw) и мини-альбом Drama (в 2000-м), а после их выхода к группе присоединились ударник Крис Баллинджер и второй гитарист Лэнс Арни. Контракт с Universal/Republic Records был подписан в 2000-м году, когда группа с успехом выступила в нью-йоркском клубе CBGB, где их и приметили представители лейбла. После заключения контракта, ребята приступили к записи своего первого серьёзного альбома.
Этот альбом носил название «Through the Eyes» и вышел в 2001-м году. Лонгплей оказался весьма неплохим, довольно эмоциональным, и с крайне разнообразными песнями. В особенности стоит отметить треки «Payback», «Whole», «Get Up Again» и «Only The Strong». Альбом даже смог попасть на Billboard, а по песням «Whole» и «Payback» были сняты клипы.
В 2002-м году группа выступила на Ozzfest, а перед этим побывала в туре с Cold, Sevendust и Kittie. После туров ребята принялись за запись следующего альбома, в процессе которой группу покинули гитарист Джейсон Даунт и ударник Крис Баллинджер. Правда, последнему быстро нашли замену в лице Майка Хейвертэйпа.
Endangered Species вышел в 2004-м году и получился неплохим, хотя и менее разнообразным в плане музыки, чем Through the Eyes. Альбом также попал на Billboard, а в первую неделю было распродано более 27,5 тысяч экземпляров альбома.
В том же году лейбл Universal Records прекратил сотрудничество с группой, и следующие два года ребята не могли определиться, распалась группа или нет. Несмотря на то, что официально группа еще существовала, Крис Вольц, Майк Хейвертейп и Райан Джерс разошлись по разным группам.
В 2006-м году ребята вновь собрались вместе. Состав претерпел некоторые изменения: в группу вернулись Джейсон Даунт и Крис Бэллинджер, бас-гитаристом стал Алекс Кандо, Крис Вольц по-прежнему был вокалистом, а Лэнс Эрни — гитаристом.
В 2007-м группа в основном выступала на концертах (в том числе и вместе с Powerman 5000, надеясь заключить контракт с каким-нибудь лейблом, но поиск не увенчался успехом.
В том же году группу покинули Алекс Кандо и Джейсон Даунт. Последнего, правда, заменил Энди Расс, а позже в группу вернулся бас-гитарист Райан Джерс, ранее покинувший Flaw.
В 2008-м вокалист Крис Вольц вместе с Джейсоном Даунтом создают новую группу, Foundation. Оставшиеся в Flaw Крис Бэллинджер, Лэнс Эрни и Райан Джерс пытаются сохранить группу, занимаясь поисками нового вокалиста, однако им это не удаётся. В итоге, Бэллинджер покидает Flaw, на этот раз насовсем.
Летом 2009-го Flaw вновь воссоединяется. В группу возвращается Крис Вольц, а за ударные садится Шон Рьюд. Также сообщается, что группа работает над новым альбомом.
В том же году выходит последний, на данный момент альбом группы — Homegrown Studio Sessions.
18 июля 2013 года на официальной странице Facebook группой объявлено воссоединение оригинального состава с Through The Eyes (2001) и начата работа над новым материалом.

## Состав

### Текущий состав
- Крис Вольц (Chris Volz) — вокал
- Лэнс Эрни (Lance Arny) — гитара
- Джейсон Даунт (Jason Daunt) — гитара
- Райан Джарс (Ryan Jurhs) — бас-гитара
- Крис Бэллинджер (Chris Ballinger) — ударные

### Бывшие участники
- Шон Рьюд (Sean Rued) — ударные
- Энди Расс (Andy Russ) — гитара
- Майк Хейвертэйп (Micah Havertape) — ударные
- Алекс Кандо (Alex Cando) — бас-гитара

## Дискография

### Альбомы
- American Arrogance — 1997
- Flaw — 1998
- Drama (EP) — 2000
- Through The Eyes — 2001
- Endangered Species — 2004
- Home Grown Studio Sessions — 2009
- Divided We Fall - 2016
- Because Of The Brave - 2019
- Revival - 2022

### Синглы
- Payback — 2001
- Only the Strong — 2001
- Whole — 2002
- Recognize — 2004